# ブレイクショット (漫画)
『ブレイクショット』は、前川たけし作のビリヤード漫画。1987年から1990年にかけて週刊少年マガジン（講談社）に連載されていた。全16巻、ワイド版全9巻、文庫版全8巻。原案協力は日本プロポケットビリヤード連盟所属の長矢賢治。

## 概要
主人公の高校生・織田信介が、数多くのナインボール競技大会へ出場し、そこで出会うライバル達と戦いながら成長していく漫画。ストーリー自体は比較的単調であったが、連載当時映画『ハスラー2』などの影響で日本においてビリヤードブームが起きていたことも影響して、前川の作品としては『鉄拳チンミ』に次ぐヒット作となった。
劇中に登場する技の中には、現実にはとても実現不可能と思われる技が数多く登場しており、特に中盤以降、信介が作中で「伝説のキュー」と呼ばれたダグラスキューを入手して以降は荒唐無稽な技が連発される傾向が強まり、ブレイクまたは2ショット目で9番ボールを落とすのが当たり前の展開となった。
一部のファンからは主要キャラクターではなく、試合のたびにオーバーアクションをする主審が注目された。最終回の最終ページを飾ったのも試合終了のコールをする主審が１ページ丸ごと使われた。
日本選手権大会編後は世界大会編が予定されていたが、その前に打ち切りが決定し、終盤はライバルとの10セット以上に渡る勝負がわずか数十ページで描かれるなど足早に終了した。ボイドとの再戦、加納のリバースショットの謎は明かされないまま完結した。

## 主な登場人物
織田信介
清城高校ビリヤード部ただ一人の部員。ジャンプショットを得意とする。技術はあるものの運に助けられることが少なくなく、周りをハラハラさせることも多い。しかし、会場の天井やシャンデリア、空調施設を利用するアイデアや、ここ一番で大技を決める決定力に秀でており、強豪達と互角以上に渡り合う。
早川麻子
清城高校生徒会長。ビリヤード部に入部してからは、様々な面で信介をサポートする。そのためマネジャーとよく間違えられてしまう。裕福な家庭の娘で、夏はハワイで過ごす。ピアノ・茶道・琴を習っている模様。
加納涼二
東都高校より都内高校ビリヤード大会へ出場。大抵のセットをブレイクショットを含めて僅か3ショットで制してしまうことから「スリーショットの加納」という異名を持つ。高校生でありながら実力は全国で5本の指に入るほどであり、先行権を取られた場合には一度もプレイヤー交代せずに試合が終了してしまうこともある。
普段は鉄製のキューで練習しており、パワーとスピードに絶対の自信を持っている。そのため利き腕の左腕で撞くと手球を破壊してしまうことがあり、ショットガン・ショットを使うとき以外は右腕で撞いている。
青野実
江戸川高校より都内高校ビリヤード大会へ出場。ブレイクショットですべての的球をポケット近くへ散らし、ポケットさせた後にドローショットを用いて手球をセンタースポットへ戻すという戦法が得意。
大垣強
吾妻高校より都内高校ビリヤード大会へ出場。太い腕からマッセを繰り出すことによってすさまじい回転力を生み出し、球を弾き飛ばす力技を得意とする。プレイにムラがあるのが欠点。
ロジャー・ムービル
赤坂アメリカンスクールより都内高校ビリヤード大会へ出場。同大会のスポンサーとなっているムービル石油会社の会長ジョナサン・ムービルの孫。本場仕込みのパワフルなビリヤードを信条とする。
ジェフリー・ボイド
様々なミラクルショットを引っさげて彗星の如く現れた高校生。数多くの修羅場をくぐってきている。家計を支えるためのビリヤードをしているため、プロ転身への執着を強く持っている。
土門巌
アメリカ全州代表および各国代表を選出して行われるナインボール競技大会アメリカンサーキットを制した唯一の日本人。優勝したその年、帰国してからすぐに実業家へ転進し、一大グループを形成するまでに至った。しかし、再びアメリカンサーキットの出場権を得るため、日本代表を選出するナインボール日本選手権の関東地区予選へ出場する。
ダグラス・モード
1930年代のアメリカ海軍において名砲手として活躍した軍人でビリヤードの腕前も一流だった。第二次世界大戦でその命を落としてしまったが、当時の記録として1週間の休暇中にビリヤードで60戦の勝負をこなし、そのすべてに勝利を収めたことが伝説として語り継がれている。
佐伯陽子
ナインボール日本選手権の中で激戦区といわれる九州地区予選でパーフェクト勝利を収めた美人女子大生。コンビネーションショットを得意とする。
祖父の佐伯大吾がダグラス・モードと出会ってまもなく亡くなったことから、彼が祖父の死に関わっているのではないかと疑い、ダグラスキューを使っている信介に興味を持つ。

## 主な技
ダグラスショット
信介が「ダグラスキュー」を手に入れて最初に覚えた技。基本はジャンプショットなのだが、ダグラスキューを回転させながらショットを行うことで手球の軌道が空中で変化するというもの。ダグラスキューを回転させる際に発生する音（キュー尻に開いている空気孔の影響）がガラガラヘビの威嚇音に似ていることや、球の軌道が蛇のように変化する様子から、別名は「サイドワインダー」。
DHS（Double Headed Snake、双頭の蛇）
ダグラスキューでマッセ（キューを縦に構えて手球をつくことで、手球に斜め方向の強い回転をかけてカーブさせる実在の技）を行うことで、手球と的球の両方を空中に飛ばすという技。最終的にポケットに落としたい球（普通9番）とポケットとの間に邪魔な球があってもそれを弾き飛ばせるというメリットがある。ただしキューに猛烈な回転を与えるために指先への負担が大きくなるという問題があり、多用はできない（信介は全国大会決勝では絆創膏を二重に巻いてこの技によって出来た親指の裂け目をつなぎ合わせた）。ジャンプした手球を的球に当て、障害となるボールを跳び越すショット自体は実在する。
ショットガン・ショット
キューを左手に持ち替えた加納が使う技。非常にパワフルなショットで、的球に当たった手球が衝撃で砕けてしまう。ショットガン・ショットはその砕けた手球の破片を他の的球へ当て、ポケットへ落としてしまう。
北斗七星
佐伯陽子が使うコンビネーションショット。その名の通り、最大7個の球をコンビネーションでつなぎ、最終的に9番の球をポケットインさせてしまう。またその際に使用するキュー尻には水晶で作られた髑髏があしらわれており、作品が進むとなぜかショットの際にはその髑髏が光るようになる。
ドモン・スペシャル
土門巌がアメリカンサーキットを制するために生み出した、代名詞ともいえる技。手球に強烈なバックスピンをかけた状態で的球へ当て、自分の懐を目掛けてバックジャンプショットをさせる。この際に白いシャツを着ることで観客からは手球が一瞬消えうせたかのように見える。基本的に対戦相手の動揺を誘うことが目的。更に派生種として、ドモンスペシャルⅡ（DMⅡ）、ドモンスペシャルⅢ(DM3)を完成させた。